# 汚れた絆
「汚れた絆」（けがれたきずな）は、日本のシンガーソングライターである尾崎豊の12枚目のシングル。英題は「BOND」（ボンド）。
1992年5月10日にソニー・ミュージックレコーズからリリースされた。作詞・作曲およびプロデュースは尾崎が担当している。前作「I LOVE YOU」よりおよそ1年2か月ぶりのリリースとなり、6枚目のアルバム『放熱への証』（1992年）と同時リリースされた。
裏切りによって離別する事となった懇意にしていた人間との過去を振り返り、過去の輝きが失われる事はないと前向きなメッセージを表現した楽曲。尾崎の初期作品を多く手掛けたアレンジャーの西本明が約4年ぶりに参加しており、原点回帰を目指したサウンドで構成されている。
本作リリース直前の1992年4月25日に尾崎は肺水腫により急死したため、生前最後のシングルとなった。それにより、同レーベルから尾崎の初出音源がリリースされたのは、本作と『放熱への証』のみとなった。オリコンチャートでは最高位7位となった。

## 背景
尾崎は1990年12月に音楽事務所「ロード&スカイ」を退所し、個人事務所「アイソトープ」を設立、経営には家族が参加する事となった。同事務所の設立には『月刊カドカワ』編集長であった見城徹も深く関与しており、雑誌の編集長としての範疇を超えて協力していたため編集部に発覚すれば立場を追われるほどの協力体制となっていた。代表取締役となった尾崎はコンサートツアーのブッキングやバンドメンバーの招集を自ら行う事となった。当時の尾崎は家庭が崩壊寸前となっており、1991年1月には妻である尾崎繁美に離婚を切り出し、当時居住していたマンションから荷物を運び出し別居を開始、同時期には女優の斉藤由貴との不倫も発覚した。
その後「ロード＆スカイ」在籍時に仮決定していた「BIRTH」ツアーが事務所を辞めた事で白紙に戻されたため、再度イベンターへと掛け合うものの、度重なる中止やキャンセルによって信頼されておらず、また経営に不慣れなミュージシャンが取り仕切っている事もあり、理解を得るまでに時間を要する事となった。結果として1991年5月20日の横浜アリーナ公演を皮切りに、コンサートツアー「TOUR 1991 BIRTH」が34都市全48公演行われる事となった。しかし、ステージを降りた尾崎はスタッフの些細な言動に腹を立てる事も多くなっており、ツアーが終る頃には事務所のスタッフが総入れ替えとなっていた。
このツアーにおいて尾崎は見城に全日程同行するよう要請、見城は5日目の大阪厚生年金会館公演後に仕事の都合で東京に戻った所、尾崎から電話で連絡があり「どうして帰ったんだ」と問い詰められる事となった。その他にも尾崎から角川書店を退所するよう要請されるなど様々な要求によって悩まされていた見城は、ついに耐え切れなくなり「お前とは二度と付き合わない」と尾崎に告げ決別する事となった。また1991年10月には、尾崎は不倫相手であった斉藤と別れ、再び繁美夫人と同居する事となった。ツアー終了後、辞めたスタッフの代わりに全ての事務を引き継いでいた母親が、疲労から来る心筋梗塞で死去（享年61）。その後の尾崎は真面目に事務所に出勤するようになり、周囲の人間に対して気を遣うようになるなど人間性に変化が表れたが、一方でストレス発散のための飲酒は止められずまた肝臓の衰弱から嘔吐が続き、妻から病院へ行くよう要請されたが病院嫌いのため病院には行かなかった。翌1992年、アルバム『放熱への証』が完成したばかりの4月25日に、東京都足立区千住河原町の民家の庭で泥酔状態で発見され、妻と兄と共に自宅マンションに帰宅するも、突如危篤状態となり、救急車で日本医科大学の緊急病棟に収容される。蘇生措置がされるが午後0時6分死亡が確認された（享年27）。4月30日には東京都文京区の護国寺で追悼式が行われ、3万7500人ものファンが詰め掛ける事となった。

## 制作、音楽性
本作は1992年1月から3月にかけてレコーディングされたアルバム『放熱への証』の収録曲である。同アルバムの内3曲に10代の尾崎の作品を数多く手掛けたアレンジャーの西本明が参加しており、本作にもアレンジ・サポートとして参加している。西本の参加は4枚目のアルバム『街路樹』（1988年）以来となった。アルバムのレコーディングはディレクターなどが不在のまま、尾崎によって一人で進行された。書籍『地球音楽ライブラリー 尾崎豊』においてライターの落合昇平は、初期作の尾崎の音のイメージを作り上げたのは西本であり、本作においても西本の参加により尾崎の音を想起させる内容になっていると述べている。
書籍『放熱の行方』においてノンフィクション作家である吉岡忍は、本作を「わかりやすい歌」であると述べ、5枚目のアルバム『誕生』（1990年）収録曲のように猜疑心や被害者意識が感じられず、「裏切り」という言葉は使用されているが尾崎自身の身に起きたトラブルを想起させずに抽象化させ一般化されていると指摘した。また本作は「裏切り」による泥沼化した人間関係をテーマとした曲ではなく、「裏切り」に至った背景を描いた曲であり、個人の悪意ではなく社会的役割や仕事の割り振りによりやむを得ない事情で離別する事を淡々と語るように歌った曲であると吉岡は述べている。

## リリース
1992年5月10日にソニー・ミュージックレコーズから8センチCDでリリースされた。
アルバム『放熱への証』からのシングルカットに関して、本作の他に「闇の告白」もシングル候補として挙がりスタッフからも後押しされていたが、「闇の告白」は内容が暗く尾崎としては「ニュー尾崎」をアピールしていく狙いがあったために、「希望をストレートに歌った曲の方がいいと思う。明るい曲にしよう」と述べ本作をシングルカットする事が決定した。

## チャート成績
本作はオリコンチャートにおいて最高位7位、登場回数は7回、売り上げ枚数は13.7万枚となった。

## シングル収録曲
| 全作詞・作曲: 尾崎豊。 |                                 |           |            |                |      |
| #                      | タイトル                        | 作詞      | 作曲・編曲 | 編曲           | 時間 |
| 1.                     | 「汚れた絆」(BOND)              | 尾崎豊    | 尾崎豊     | 尾崎豊、西本明 | 5:17 |
| 2.                     | 「優しい陽射し」(IN YOUR HEART) | 尾崎豊    | 尾崎豊     | 尾崎豊、今泉洋 | 5:26 |
| 合計時間:              | 合計時間:                       | 合計時間: | 10:43      |                |      |

## スタッフ・クレジット

### 参加ミュージシャン
- 尾崎豊 - ボーカル、アコースティックギター、コーラス
- 滝本季延 - ドラムス
- 渡辺茂 - ベース
- 長田進 - ギター
- 西本明 - キーボード、オルガン、グロッケンシュピール
- 後藤輝夫 - サクソフォーン
- 松井隆雄 - シンセサイザーオペレーター

### スタッフ
- 尾崎豊 - プロデューサー、ディレクター
- 諸鍛治辰也 - レコーディング・エンジニア、ミックス・ダウン・エンジニア
- 飯泉俊之 - レコーディング・エンジニア
- 杉森浩二 - レコーディング・エンジニア
- 笠井満 - マスタリング・エンジニア
- 田島照久（田島デザイン） - アート・ディレクション、デザイン、写真撮影
- アイソトープ - エグゼクティブ・プロデューサー

## リリース履歴
| No. | 日付          | レーベル     | 規格      | 規格品番  | 最高順位 | 備考 |
| --- | ------------- | ------------ | --------- | --------- | -------- | ---- |
| 1   | 1992年5月10日 | Sony Records | 8センチCD | SRDL-3431 | 7位      |      |

## 収録アルバム
- 「汚れた絆」
  - 『放熱への証』（1992年）
  - 『愛すべきものすべてに』（1996年）
- 「優しい陽射し」
  - 『放熱への証』（1992年）
  - 『ARTERY & VEIN : THE VERY BEST OF YUTAKA OZAKI』（1999年）